# Ява
Ява (на индонезийски: Jawa) е 4-тият по големина остров в Малайския архипелаг, от групата на Големите Зондски острови, главния икономически район на Индонезия. Тук се намира и нейната столица Джакарта. Това е най-гъсто населеният остров в света и има по-голямо население от континента Австралия. На територия от 129 904 км² живеят 147,8 милиона души (1137,8 души на km²) – ако беше държава, то Ява щеше да бъде втората държава в света по гъстота на населението.

## География

### Географско положение, граници, големина
Със своята площ от 129 904 km² остров Ява е 13-ият по големина остров на Земята. Простира се от запад на изток на протежение от 1062 km и максимална ширина до 199 km. На юг се мие от водите на Индийския океан, на север – от водите на Яванско море, а на североизток – от водите на море Бали. На запад Зондския проток го отделя от остров Суматра, на изток протока Бали – от остров Бали, а на североизток протока Мадура – от остров Мадура. Бреговете му на юг са предимно високи и стръмни, а на север – ниски и често заблатени.

### Релеф, геоложки строеж, полезни изкопаеми
Около половината от острова е заета от планини. По цялото му протежение са простира верига от планини, над които се извисяват конусите на над 100 вулкана, от които 22 са действащи. Над 10 от тях се издигат над 3000 m – Чареме (3078 m), Сламет (3428 m), Лаву (3265 m), Семеру (3676 m), Раунг (3332 m) и др. На север и на юг са разположени хълмове и възвишения, изградени предимно от пясъчници и варовици, с широко развитие на карстовите форми. По крайбрежието и по долините на реките има малки участъци от алувиални равнини.
По време на последния ледников период районът между Ява, Суматра и Борнео, където сега е разположено Яванско море, е бил суша и така Ява е била свързана с другите 2 близки острова, а посредством тях и със самия азиатски континент. Когато огромни количества от паковия лед на полюсите са се разтопили след края на ледниковия период, тази суша отново се покрила с вода, вследствие повишаването на нивото на Световния океан и Ява отново станал остров, както преди това. На острова се разработват находища на нефт (в Яванско море, покрай северното крайбрежие), сяра (във вулканичните райони), манганова руда (в южните части), фосфорити, злато и др.

### Климат, води
Климатът на острова е субекваториален, мусонен. температура на въздуха по крайбрежието целогодишно е 26 – 27°С, на височина 1500 m – около 18°С, на височина 3000 m – около 9°С. Денонощната температурна амплитуда може да достигна до 10 – 15°С. Годишната сума на валежите в равнините е 1000 – 2000 mm, в планините 3000 – 5000 mm (по отделни върхове до над 6000 mm), като най-голяма е тяхното количество от октомври до май (лятото в Южното полукълбо). Западната половина на острова се отличава с много по-голямо овлажняване, в сравнение с източната. Реките са къси, но пълноводни, особено през дъждовния сезон и водите им се използват предимно за напояване през сухия сезон. най-голямата река на остров Ява е Соло (548 km).

### Почви, флора и фауна
На остров Ява господстват оподзолените латеритни почви, планинско-горските червеноземи и алувиалните почви по речните долини. В равнините и предпланинските райони преобладават културните ландшафти.
Остров Ява има изключително богата флора и фауна. В началото на 20 век почти целият остров е бил покрит с гъсти екваториални гори. Поради изсичането им за дърводобив или за стоеж на нови селища и пътища, около 70% от горите са унищожени. Днес тропическите гори покриват по-малко от 21% от острова, а обитаващите ги редки растителни и животински видове са пред изчезване. Тук се срещат над 40 000 вида цветни растения, сред които огромен брой видове орхидеи, огромно разнообразие от птици, влечуги, земноводни, над 380 вида бозайници и др. На запад в планините са разпространени влажни многоетажни екваториални гори (височина до 50 m), отличаващи се с огромно видово разнообразие. На изток, във връзка с по-слабото овлажняване са развити мусонни листопадни гори и савани. Над 1500 m господстват гори с участието на лаврови дървета, магнолии, дъбове, кестени. Най-високите части са покрити с ниски храсти, ливади и пасища. На някои маста по крайбрежието са запазени и мангрови гори.
Най-типични животни за яванските джунгли са редкият явански носорог, слоновете, множеството видове маймуни, папагали, птици носорози, антилопи, диви биволи, тигри, леопарди, гигантски змии, като мрежестият питон, дълъг 9 метра, отровната кралска кобра, гаурите, крокодилите и др. Заради унищожението на горите и бракониерството обаче някои от местните растения и животни са сведени до критичния минимум. Особено показателен пример са яванските тигри, които се срещат в крайно ограничени територии или яванският носорог, чиято огромна популация в миналото днес е сведена до само 100 индивида, обитаващи почти изцяло националният парк „Уджунг Кулон“ в западната част на острова.

## История
Историята на заселването на Ява е изключително древна. През 1891 г. холандският антрополог Йохан Дюбоа открива череп и кости на праисторически човек от вида Homo erectus, предшественик на съвременния човек. По направените данни за възрастта на този наш прародител се установява, че черепът е на над 1,8 милиона години. Наречен е Явански човек или питекантроп. Първите следи от съвременни хора обаче са на около 50 000 години. Тогава за първи път тук се заселват народи, представители на австралоидно-негроидната раса с меланезийски произход, близки до днешните аборигени, папуаси и меланезийци. Около 1800 г. пр.н.е. те са изтласкани или асимилирани от навлезлите на острова малайско-полинезийски народи с монголоидни черти, каквито са повечето съвременни яванци. Те са дошли най-вероятно от южен Китай и се разселили из целия Малайски архипелаг. Първоначално местното население се препитавало само с лов и събирачество, но около първите години от новата ера започнало да се разпространява земеделието, изразяващо се най-вече в отглеждане на ориз, подправки, банани, кокосова палма, захарна тръстика и др.
Около IV век започва да се разпространяват индуизмът и будизмът. През XIII век островът е под контрола на империята Маджапахит, която владее цяла Ява до XVI век, когато се разпада. Владетелите на Маджапахит установяват търговски връзки с Китай, вследствие на които в Маджапахит се внасят ценни стоки като мъниста и порцелан, а китайците изкупуват слонова кост, подправки и сяра от действащите вулкани на Ява, които използвали за производството на лекарства и барут. По същото време на острова от север се разпространява ислямът, който се превръща в главна религия в Ява. През XVI век на острова пристигат португалски колонизатори, които обаче не успяват да наложат властта си над местните, тъй като са изместени от холандците, които основават на острова колониалното селище Батавия през 1602 г., което става център на Холандската Остиндийска компания, която завладява целия остров. През XIX век дейността и е отменена и Ява официално става част от колонията Нидерландска Индия. По време на Втората световна война, Ява е под японска окупация. След капитулацията на Япония на 2 септември 1945 г. тук, както и в цяла Индонезия започва националноосвободителна борба, която завършва с обявяването на Индонезия за независима от Ахмед Сукарно през 1948 г. Батавия е прекръстена на Джакарта и става столица на новата държава.

## Население
На остров Ява живее 61% от цялото население на Индонезия. Като се има предвид, че острова има площ малко по-голяма от тази на България се разбира, че това е един от най-гъсто населените райони на света. По данни от началото на 2007 г. населението на Ява наброява 132 540 000 души, а средната гъстота е 973 души/км². Ако беше държава, Ява би била 2-рата най-гъсто населена страна в света и 9-а по брой на населението. Но тъй като е само остров, трябва да се отбележи, че сред всички острови Ява е на 1-во място по брой на населението. Населението на острова обаче не е равномерно разпределено по неговата територия. Най-голяма е средната гъстота в района на столицата Джакарта и в източната част, където са разположени няколко милионни градове, най-голям от които е Сурабая, вторият по големина след Джакарта град не само в Ява, но и в цяла Индонезия. В югозападните и южните части на острова гъстотата на населението е многократно по-ниска от тази в северните и източни части.
Най-голямата част от населението са яванците. Тази етническа група съставлява повече от 45% от населението на цяла Индонезия. Втората голяма етническа група са мадурците.

## Религия
Ислямът, който е разпространен в Ява през XIV – XVI век днес се изповядва от 90% от населението на острова. Около 4% са индуисти, 4% християни (предимно протестанти) и др.
Както на други места в страната и тук индонезийският ислям е по-различен от този в други части на света. Забулването на жените не е задължително, като има райони, където е напълно забранено. По време на големите мюсюлмански празници се изпълняват обреди типични за народите с анимистични вярвания или за индуистите. Тъй като дълго време индуизмът и будизмът са били главните религии в Ява, това е оказало съществено въздействие върху обредите и ритуалите, които не са типични за исляма. Едно от тях са празничните шествия, на които се носят карнавални дракони, типични за будистките общности на Азия.